# Кузо Попдинов
Кузо (Кузма) Попдинов, известен и като Кузо Блацки, Блатски, Бубоко или Кузо Българчето, (изписване до 1945 година: Кузо попъ Диновъ) е български революционер, войвода на Вътрешната македоно-одринска революционна организация в Костурско.

## Биография
Попдинов е роден през 1875 година в костурското село Българска Блаца, тогава в Османската империя, днес Оксия, Гърция. Дядо му Василий Смирненски, анхиалски и смирнениски владика.
В 1899 година завършва гръцката гимназия в Цотили, след което е гръцки учител в родното си село. По-късно става български учител в Черешница, Костурско, където се включва в църковно-просветната борба на местните българи. Междувременно се включва и във ВМОРО. По време на Иванчовата афера е арестуван и осъден на 101 години затвор. Лежи в Корчанския затвор, но през 1903 година е амнистиран. Участва в Илинденското въстание, по време на което е ръководител на Блацкия център и войвода на чета. Участва в превземането на влашката паланка Клисура на 23 юли 1903 година. След превземането на Клисура Попдинов държи реч пред местните жители, която Христо Силянов описва по следния начин:
| „ | Кузо п. Динев обясни на гръцки, че борбата се води за освобождение на всички християнски народи и няма да спре, докато общото отечество — Македония не извоюва своята автономия. Мъже, жени и деца — всички жители на това влашко градче — изпратиха тая реч с „ура“, което в действителност беше нещо като „уля“: така можеха да го произнасят клисурските власи. | “ |

След въстанието се прехвърля в Гърция, а оттам – във Варна. През март 1904 година заедно с Георги Христов прави опит да се завърне в Македония през Гърция, но са арестувани в Трикала и Кузо Попдинов е освободен едва през декември 1904 година след сериозно застъпничество на българското външно министерство пред атинското правителство.
| Чета на Кузо Попдинов, 1904 година | Чета на Кузо Попдинов, 1904 година | Чета на Кузо Попдинов, 1904 година | Чета на Кузо Попдинов, 1904 година | Чета на Кузо Попдинов, 1904 година |
| Номер                              | Име                                | Селище                             | Околия                             | Забележка                          |
| ---------------------------------- | ---------------------------------- | ---------------------------------- | ---------------------------------- | ---------------------------------- |
| 1.                                 | Кузо п. Динов                      | Българска Блаца                    | Костурска                          |                                    |
| 2.                                 | Апостол Христов                    | Чурилово                           | Костурска                          |                                    |
| 3.                                 | Петър Иванов                       | Татарлари                          | Одринска                           |                                    |
| 4.                                 | Кърсто Дафов                       | Баница                             | Леринска                           |                                    |
| 5.                                 | Никола Костов                      | Мокрени                            | Костурска                          |                                    |
| 6.                                 | Кост. Пико Митов                   | Варна                              |                                    |                                    |
| 7.                                 | Сотир Христов                      | Кондороби                          | Костурска                          |                                    |
| 8.                                 | Атанас Димитров                    | Мокрени                            | Костурска                          |                                    |
| 9.                                 | Христо Кирияка                     | Чурилово                           | Костурска                          |                                    |
|                                    | Иван Константинов                  | Куманичево                         | Костурска                          | върнат                             |
|                                    | Иван Касов                         | Загоричани                         | Костурска                          | върнат                             |
|                                    | Георги Костов                      | Айтос                              | Леринска                           | върнат                             |
|                                    | Митре Христов                      | Тиолища                            | Костурска                          | върнат                             |
|                                    | Кольо Мицев                        | Неволяни                           | Леринска                           | върнат                             |
|                                    | Георги Попрушов                    | Пехчево                            | Малешево                           | върнат                             |

В края на 1905 година се завръща с чета в Костурско и участва в борбата с гръцки андарти. През лятото на 1906 година четата на Пандо Кляшев и Атанас Кършаков залавя андартска кореспонденция, а Атанас Пировски и учителят Никола Калановски от Косинец разкриват шифъра на писмата. Попдинов праща фалшиво писмо от името на измисления капитан Бельос до водача на гръцкия комитет в Писодер поп Ставрос Цамис (Ставре) и се среща с него и лидерите на комитета Доре, хаджи Коце и Хасан Чауш и ги убива.
След смъртта на Митре Влаха Кузо Попдинов става помощник на новия районен войвода Христо Цветков и за район на действие има южния склон на Вич планина. Андрей Тошев пише за него:
| „ | Той е интелигентен, но буен човек. Населението не го обича много, понеже бил голям женкар... | “ |

В 1907 година Кузо Попдинов навлиза от България в Македония и заминава за Костурско. Решава да убие гъркоманския поп на село Олища Христо Попмихайлов, който живее в Костур и е пръв помощник на костурския митрополит Герман Каравангелис. Негов четник обаче е синът на поп Христо Пандели, който тайно се свързва с чичо си Киряк Гульо и предупреждава баща си. Поп Христо и митрополит Герман се свързват с началника на гарнизона в Костур, известяват го за пристигането на българската чета и той веднага изпраща военна част в Олища. Четата заминава за Черешница, а Пандели симулира, че е болен и остава в Олища. Пристигналите в Олища турци го залавят и той издава на гавазина на митрополит Герман местоположението на Кузовата чета. Двама войници ескортират Пандели до Костур, а останалите заминават за Черешница и на 18 ноември обсаждат къщата, в която е отседнала Кузовата чета и я запалват. За да не бъде заловен, Кузо Попдинов се самоубива.
Георги Константинов Бистрицки пише за него:
| „ | Кузо Блацки от с. Блаца, със средно гръцко образование, най-деятелният и популярен попеколски войвода, участвал в много сражения с турци и гърци, самоотвержен герой и доблестен патриот, стана жертва на гръцко предателство в с. Черешница след кървав бой с турския аскер. | “ |

Кузма Попдинов и жена му Дота имат четирима сина: Дамян (учи в Цариград), Димитър, Анастас и Георги.